# Pedro Rújula López
Pedro Rújula López (Alcañiz, 1965) es un historiador especialista en la historia del siglo XIX en España y Europa. Es catedrático de Historia Contemporánea en la Universidad de Zaragoza desde 2021
y antes fue profesor en la misma Universidad desde 1997. Dirige la editorial "Prensas de la Universidad de Zaragoza" desde 2010.

## Historiador
Doctor en Historia Contemporánea, sus líneas de investigación atienden principalmente a los conflictos políticos y, en particular, a los movimientos contrarrevolucionarios que se desarrollaron en el ámbito europeo tras la Revolución Francesa y el inicio del periodo liberal.

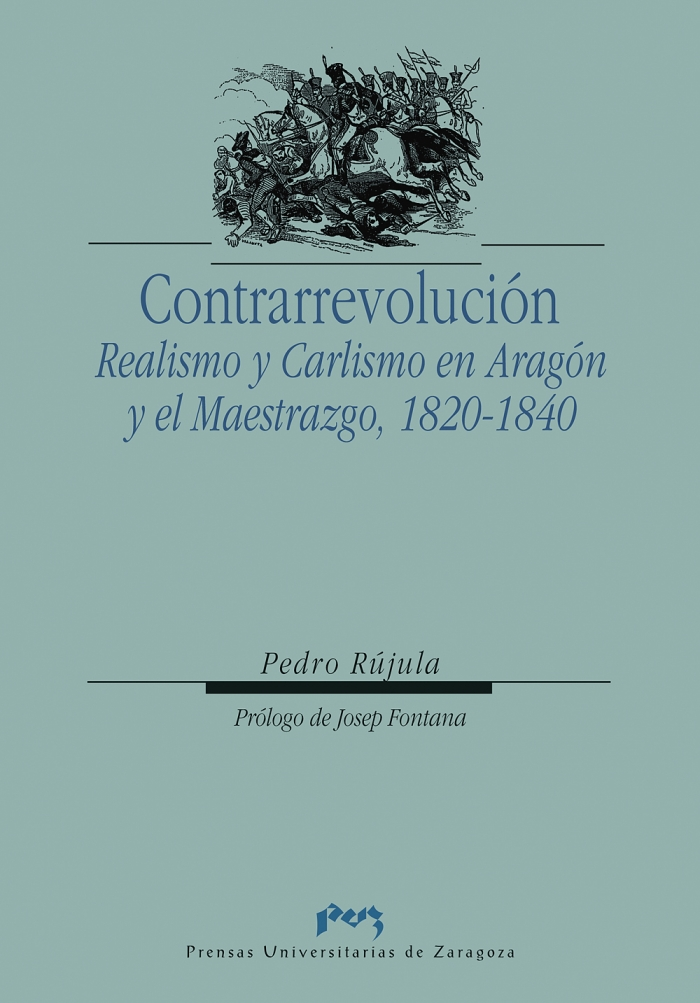
"Contrarrevolución. Realismo y Carlismo en Aragón y el Maestrazgo, 1820-1840"

Dentro del marco de los conflictos armados contemporáneos, destacan sus trabajos sobre el primer carlismo y el Trienio Liberal. También dedica una atención especial a los problemas de la formación de la cultura política en las sociedades contemporáneas, tanto a escala popular como de las elites.  
Ha editado las memorias de personajes relevantes de la primera mitad del siglo XIX que participaron en las guerras de Independencia y carlistas como Wilhem von Rahden, Antonio Pirala, Louis-Gabriel Suchet y Louis-François Lejeune.
Ha sido comisario de las exposiciones "Aragón y la ocupación francesa, 1809-1814" (Zaragoza, Museo Ibercaja-Diputación Provincial de Zaragoza, 5 de septiembre-3 de noviembre de 2013) y "Fernando VII. El viaje del rey" (Zaragoza, Fundación Ibercaja, 13 de marzo-13 de mayo de 2019). Dirige el Museo de las Guerras Carlistas de Cantavieja y el proyecto Maestrazgo Territorio Carlista.

## Publicaciones
- "Rebeldía campesina y guerra civil en Aragón (1833-1835)", Gobierno de Aragón, Zaragoza, 1995, ISBN  978-84-7753-529-4
- "Contrarrevolución: realismo y carlismo en Aragón y el Maestrazgo, 1820-1840", Prensas de la Universidad de Zaragoza, Zaragoza, 1998. ISBN  978-84-15538-12-7

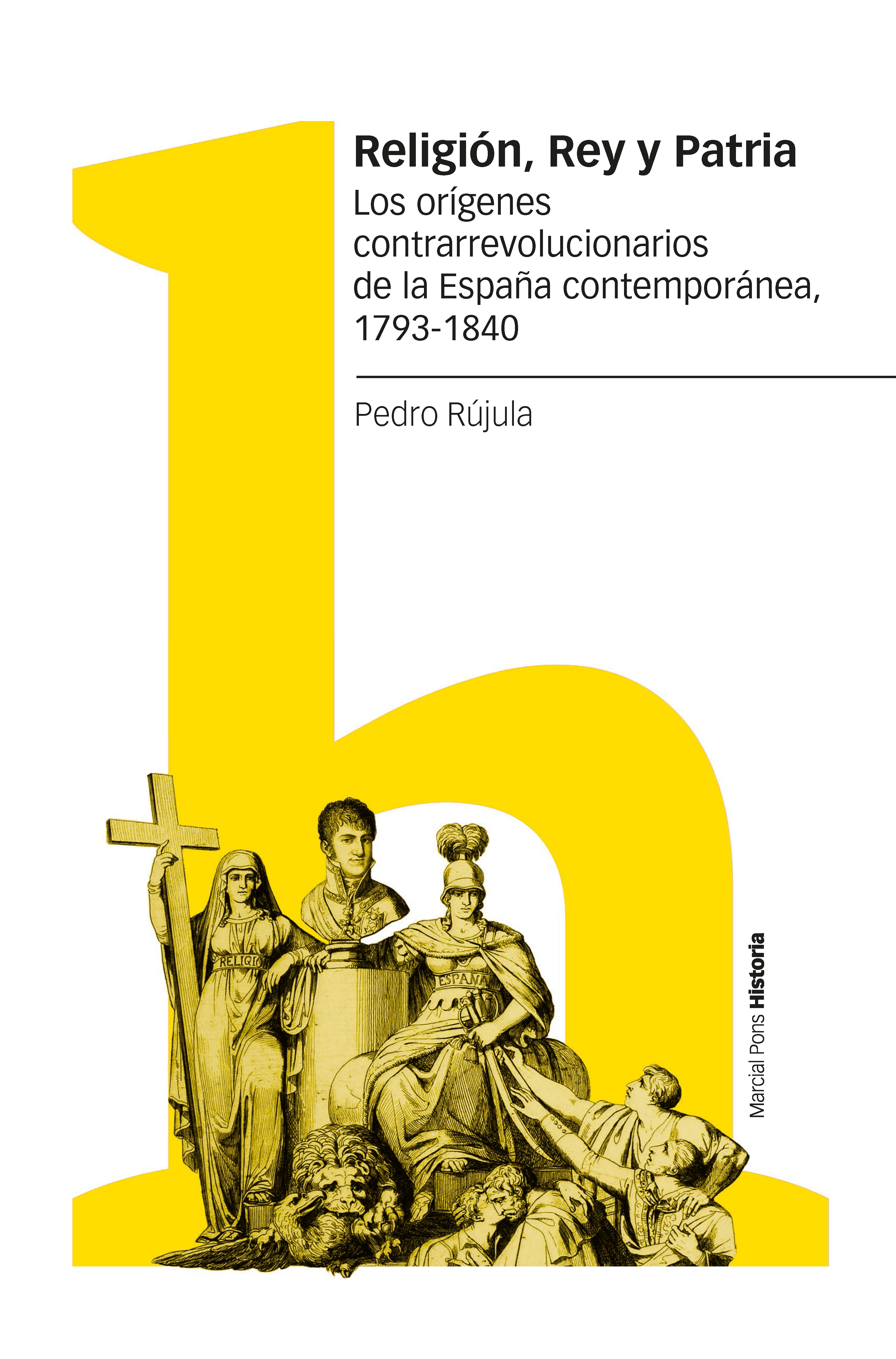
Religión, Rey y Patria. Los orígenes contrarrevolucionarios de la España contemporánea, 1793-1840.

- "Alcorisa: el mundo contemporáneo en el Aragón rural", Ayuntamiento de Alcorisa, 1999, ISBN 84-923442-1-0
- "Constitución o muerte: el Trienio Liberal y los movimientos realistas en Aragón (1820-1823)", Rolde de Estudios Aragoneses, Zaragoza, 2000.  ISBN 978-84-87333-41-5
- "Guerra de ideas: política y cultura en la España de la Guerra de la Independencia", Marcial Pons Ediciones de Historia, Madrid, 2012, ISBN  978-84-92820-64-1
- "Los afrancesados", Marcial Pons Ediciones de Historia, Madrid, 2014 ISBN 978-84-15963-35-6
- "El Desafío de la Revolución. Conservadores, reaccionarios y contrarrevolucionarios (siglos XVIII y XIX)", Comares, Granada, 2017 (coordinadores, P. Rújula y J. Ramón Solans) ISBN 978-84-9045-484-8
- "El viaje del rey. Fernando VII desde Valençay a Madrid: marzo-mayo de 1814", coord. P. Rújula López, Fundación Ibercaja, 2019, Zaragoza, ISBN 978-84-8324-329-9
- "El Trienio Liberal: revolución e independencia (1820-1823)", con M. Chust Calero. Los Libros de la Catarata, Madrid, 2020, ISBN 978-84-9097-968-6
- "El Trienio liberal (1820-1823). Una mirada política", con Ivana Frasquet. Comares, Granada, 2020  ISBN 978-84-9045-976-8
- "El Trienio Liberal (1820-1823). Balance y perspectivas", con I. Frasquet y Á. Paris. Prensas de la Universidad de Zaragoza, Zaragoza, 2022. ISBN 978-84-1340-465-3.
- "Religión, Rey y Patria. Los orígenes contrarrevolucionarios de la España contemporánea 1793-1840", Marcial Pons, Madrid, 2023. ISBN 978-84-18752-76-6.